# Journal of the Royal Statistical Society
Le Journal of the Royal Statistical Society est une revue scientifique éditée par la Royal Statistical Society. Le journal est décliné en trois séries. La série A (Statistics in Society) est consacrée à l'usage des statistiques pour mieux comprendre la société ; la série B (Statistical Methodology) est consacrée à la méthodologie et la série C (Applied Statistics) est consacrée aux statistiques appliquées. La série D a été abandonnée en 2003 et remplacée par le magazine Significance (en).